# Stazione di Heidelberger Platz
La stazione di Heidelberger Platz è una stazione ferroviaria di Berlino, sita nel quartiere di Wilmersdorf. È posta sotto tutela monumentale (Denkmalschutz).

## Movimento
La stazione è servita dalle linee S 41, S 42 e S 46 della S-Bahn.

## Interscambi
- Fermata metropolitana (Heidelberger Platz, linea U 3)
- Fermata autobus